# Leather Heart
Leather Heart es una banda de heavy metal y hard rock clásico de Madrid (España), fundada en 2009.

## Historia
Leather Heart fue fundado en 2009, cuando todos los miembros eran menores de edad, en la Alameda de Osuna (Madrid), considerada la mayor cantera de músicos de la capital. La banda tiene dos discos de estudio, un EP de 2014 de cinco cortes y un LP, que fue financiado con un exitoso micromecenazgo, de 2015 titulado Comeback de 10 canciones, incluyendo un cover de la banda de los 70's Black Sabbath. El EP fue editado en España y Europa por los sellos discográficos Metal Crusaders e Iberia Metallica y posteriormente autoproducido. El álbum fue editado mundialmente por The Fish Factory Music (España y Europa) y Stormspell Records (Estados Unidos y Sudamérica), en formato CD y vinilo. Posteriormente fue reeditado en 2017 con distribución en China, Corea y Japón por Spiritual Beast con el arte de disco en japonés.
Son conocidos por su juventud en comparación con su carrera y por su estilo basado en el sonido orgánico de las grabaciones de hard rock de corte británico y estadounidense de la década de 1980. Cuando fue lanzado en 2015, Comeback vendió más de 1.500 copias en todo el mundo en los primeros meses y fue colocado entre los mejores discos de heavy/rock nacional por los medios y revistas españolas, así como colocado entre los mejores 50 discos de metal de España y Latinoamérica en 2015, a pesar de que las letras del grupo son en inglés.
Leather Heart es una banda considerada parte de la escena de la New wave of traditional heavy metal o Heavy metal tradicional por su sonido y composición, y por su forma de vestir, fiel a la subcultura de los 80,(ver Moda heavy metal) y su trabajo artístico y fotográfico o art work de los discos.
En relación con su estilo y apariencia clásica, la banda ha conseguido una importante atención mediática a lo largo de su carrera, comenzando como asidua del programa El Vuelo del Fénix de la cadena de radio Radio 3 en 2014 a raíz del lanzamiento de su primer EP, así como de prensa nacional de música Rock y Heavy Metal entre las que destacan las revistas "La Heavy" y This is Rock. Este movimiento de medios underground junto a la aparente revitalización del mercado musical del Rock duro actualmente en Europa permitió el salto de la banda a medios nacionales de mayor audiencia que no tienen costumbre publicar sobre este género musical. En junio de 2017 la banda participó como representante de la subcultura Heavy Metal/Hard Rock en el programa Mi cámara y yo de la cadena autonómica Telemadrid. En octubre de ese mismo año la cadena nacional La Sexta publicaba en sus redes sociales un reportaje en el que participaban Leather Heart entre otras bandas españolas titulado "El heavy metal ha vuelto, si es que alguna vez se fue".

## Miembros actuales
- Adrián González (voz).
- Alejandro Gabasa (guitarra).
- Jorge Piñero (guitarra).
- Sergio Alvarado (bajo eléctrico).
- Manuel Rueda (percusión).

## Discografía
- 2014: Leather Heart (EP).
  - 2014: Nightmares town (videoclip).
  - 2015: Don't you go (grabación en vivo en estudio).
- 2015: Comeback (álbum).
  - 2015: Restless (single).
    - 2016: Comeback (Formato vinilo, álbum).
    - 2017: Comeback (Edición asiática, álbum).